# Коюки
Коюки Като (яп. 加藤 小雪 като: коюки), известная под псевдонимом Коюки (яп. 小雪), — японская фотомодель и актриса.

## Карьера
Коюки играла в фильме Киёси Куросавы «Пульс». Первым международным её фильмом стал «Последний самурай», где она сыграла Таку, жену самурая, которого убил главный герой Тома Круза. Также она исполнила роль демона Онигэн в фильме «Последний вампир», где главную роль исполнила Чун Джихён.

## Личная жизнь
Старшей сестрой Коюки является фотомодель Яёй.
1 апреля 2011 года Коюки заключила брак с актёром Кэнъити Мацуямой, с которым снималась в фильме Kamui Gaiden. Их сын появился на свет в январе 2012 года при участии отца, а дочь — в январе 2013 в Южной Корее.

## Фильмография
| Кино - Пульс - Laundry (2002) - Alive (фильм, 2002) - Последний самурай - Шпион Зорге (2003) - Always Sanchōme no Yūhi (2005) - Always Zoku Sanchōme no Yūhi (2007) - Nair-san (2009) - Kamui Gaiden (2009) - Последний вампир (2009) - Always Sanchōme no Yūhi '64 (2012) | Телевидение - Taburoido (1998) - Koi wa Aserazu (1998) - Renai Kekkon no Hosoku (1999) - Antique Bakery - Beautiful Life (сериал, 2000) (2000) - Ikebukuro West Gate Park (сериал) (2000) - Love Complex (2000) - Itaria Tsu (2001) - Tentai Kansoku (2002) - Tramps Like Us (2003) - Suekko Chonan Ane San Nin (2004) - Boku to Kanojo to Kanojo no Ikiru Michi (2004) - Engine (сериал) (2005) - Sasaki Fusai no Jingi Naki Tatakai (2008) - Mr. Brain (2009) |